# Inundațiile din China, 2010

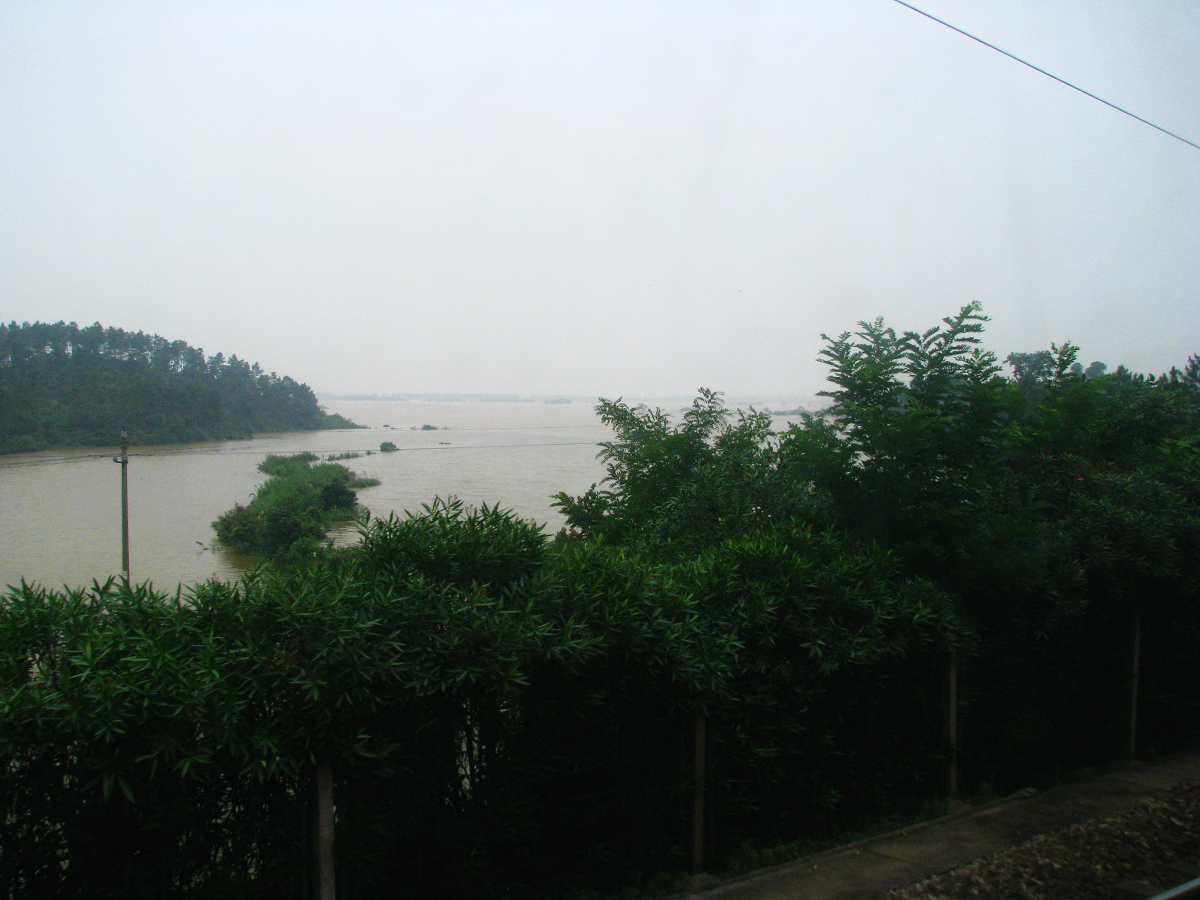
Inundații în Zhangshu

Inundațiile din China, 2010 au început pe la începutul lunii mai. Au murit 392, iar 232 au fost date dispărute începând cu data de 30 iunie 2010, Au fost distruse 1,36 milioane de case, fiind evacuate peste 12 milioane de persoane.  A afectat în special regiuni din Zhejiang, Fujian, Jiangxi, Hubei, Hunan, Guangdong, Guangxi, Chongqing, Gansu, Sichuan și Guizhou. Mai mult de 97,200 de kilometri pătrați de culturi au fost inundate, în timp ce 8,000 km2 de teren agricol au fost complet distruși până la sfârșitul lunii iunie. Guvernul chinez a alocat peste 2,1 miliarde de yeni pentru ajutorarea sinistraților.